# NGC 1232A
NGC 1232A is een balkspiraalstelsel in het sterrenbeeld Eridanus.

## Synoniemen
- PGC 11834
- ESO 547-16
- MCG -4-8-32
- Arp 41